# SCREEN modeのStars Radio
『SCREEN modeのStars Radio』（スクリーンモードのスターズレディオ）は、2017年1月4日から2018年3月28日までエフエム北海道（AIR-G'）で放送されていたラジオ番組。

## 放送時間
- 2017年1月 - 3月：水曜 19:30 - 19:55
- 2017年4月 - 2018年3月：水曜  19:00 - 19:30

また、放送終了後の2018年4月から5月の水曜日には「SCREEN mode LIVE TOUR 2018 −Funky Star−」の札幌開催に合わせIMAREAL内のフロート番組「イマレコ!!」の一つとして「イマレコ!!〜スタラジ外伝〜Road to SAPPORO」を放送。

## 主な企画
- ゆうたま（勇魂!!） 
  - パーソナリティ林がリスナーの悩み相談メッセージに対し魂を込めて答える。また、相談メッセージにキャラクター設定のリクエストを添えるとそのキャラクターに合わせて相談に答える場合があった。
- 勇がSHOCKっ!!!
  - パーソナリティ林がこれまでの人生や日々の生活でいい意味でショックを受けた新たな出会いや発見のエピソードを語る。また、リスナーから林にショックを与えるような情報も募集する。